# Süd-Ost-Tangente Weiden in der Oberpfalz
Die Süd-Ost-Tangente als ein Teil der Staatsstraße 2238 stellt eine Umgehungsstraße der Stadt Weiden, wo sie die A 93 im Weidner Süden mit dem Zentrum und der im Weidener Osten gelegenen B22 verbindet.

## Hintergrund

### Verlängerung
Bereits seit dem Bau der Süd-Ost-Tangente wurde über eine Verlängerung dieser im Stadtteil Weiden-Ost diskutiert. Hierfür wurden 1989 knapp 1200 Unterschriften gesammelt. Mit der Grenzöffnung wuchs der Verkehr in der Vohenstraußer Straße.
Die vorgesehene Verlängerung der Tangente diene überwiegend der Entlastung des Stadtteils Weiden-Ost und hier vor allem der Vohenstraußer Straße. Doch da die Umgehung zunehmend auf Kritik gestoßen ist, ist mit einer Realisierung nicht zu rechnen.

## Straßenverlauf

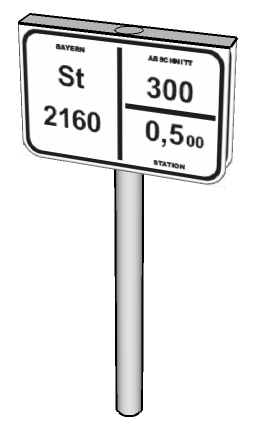

### Beginn – Autobahn A93
Die Süd-Ost-Tangente beginnt zwischen den Ortsteilen Ullersricht und Maierhof (Weiden in der Oberpfalz). Hier zweigt die ursprüngliche Straße nach Etzenricht von der Staatsstraße ab. Diese Altstraße, welche Etzenrichter Straße heißt, hat heute nur noch eine geringe Bedeutung, da die Süd-Ost-Tangente diese entlastet. Nach dieser Einmündung verläuft die Straße parallel zur alten Straße. Danach führt eine Brücke über die Umgehungsstraße, welche die nördlich der Süd-Ost-Tangente gelegenen Wohngebiete mit den südlich gelegenen verbindet. Schließlich erreicht die Straße die Ullersrichter Kreuzung, welche die wichtigste Kreuzung im Süden der Stadt darstellt. An dieser Kreuzung trifft die Staatsstraße 2238 auf die Staatsstraße 2657. Nun beginnt der eigentliche Teil der Süd-Ost-Tangente. Nach etwa 100 Metern folgt eine Brücke über die Bahnstrecke Regensburg–Weiden sowie die Bahnstrecke Neukirchen–Weiden. Des Weiteren wird die Roschauer Straße überquert. Nun folgt die Anschlussstelle Weiden-Süd der Bundesautobahn 93.

### Autobahn A93 – Naabwiesen
Nach der Autobahn richtet sich die Straße nach Nordosten und führt nun parallel zum Flutkanal. Nach 1,2 Kilometern und der Überquerung des unteren und des oberen Pfauengrabens folgt die nächste Kreuzung. An dieser schneidet sie sich mit der Moosbürger Straße, welche Moosbürg mit Schirmitz verbindet. Nach 450 Metern wird die Waldnaab überquert, nach 750 Metern erreicht sie den Einmündungsbereich der Bauscherstraße. Bereits 400 Meter später mündet die Dr.-Pfleger-Straße in die Süd-Ost-Tangente ein. Diese führt in das in den 70er Jahren großflächig angelegte Gebiet Naabwiesen, welches direkt südlich der Altstadt liegt. In einer langgestreckten Kurve wird nun der Flutkanal überquert und die Straße nach Osten ausgerichtet. Nach der Überschreitung des Krebsbachs wird eine Kreuzung im Stadtteil Weiden Ost erreicht. Direkt neben dieser befindet sich die OTH Amberg-Weiden. anschließend wird noch der Schirmitzer Weg unterquert und der nächste Kreuzungsbereich erreicht. Dieser stellt bereits eine Anschlussstelle an die Bundesstraße 22 da. Nach rechts kann man hier nach Süden auffahren und von Norden verlässt man die Bundesstraße auch von rechts. Links zweigt die Leuchtenberger Straße ab, welche in die Stadt rein führt. Geradeaus erreicht man die Auffahrt nach Norden beziehungsweise von Süden.
Eine Verlängerung ist in Planung.

## Bilder

Luftbild Ullersricht
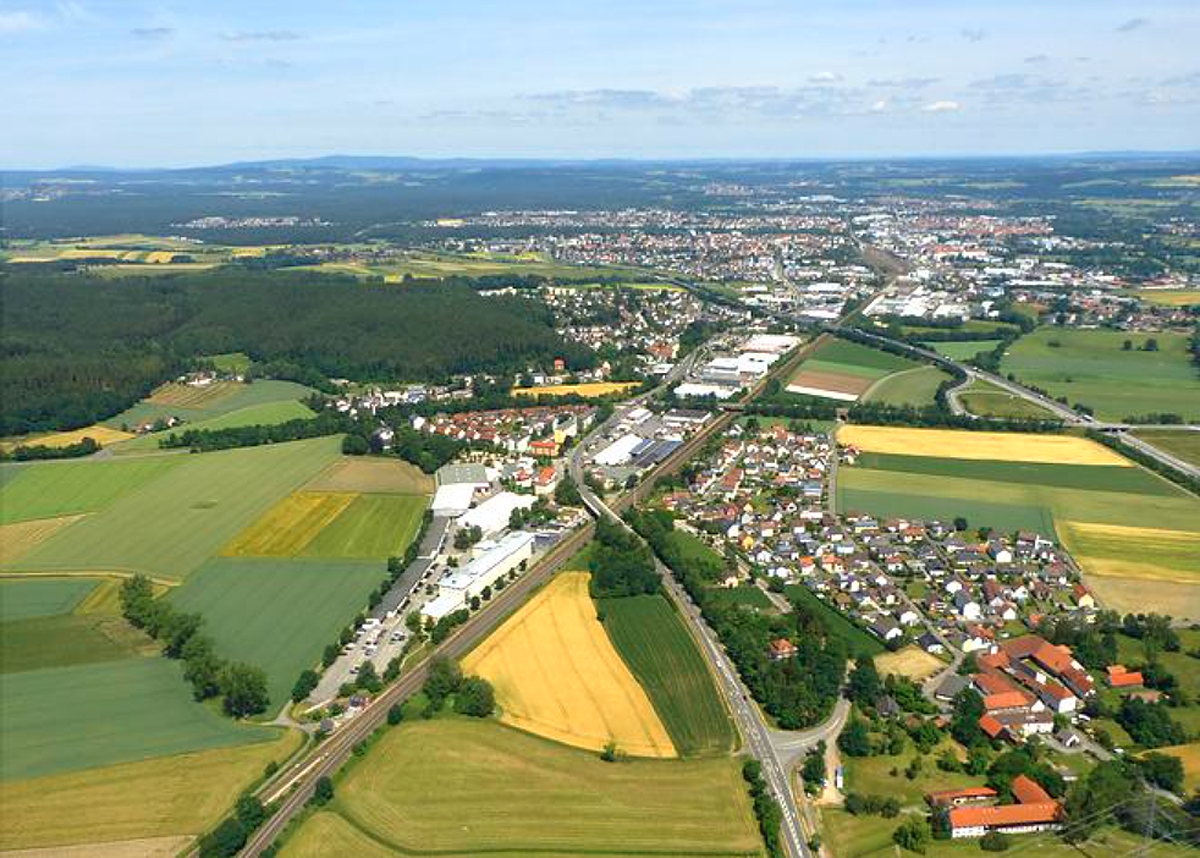
Ortsteil Ullersricht mit Süd-Ost-Tangente (Bildmitte von links nach rechts (Bäume) erkennbar)
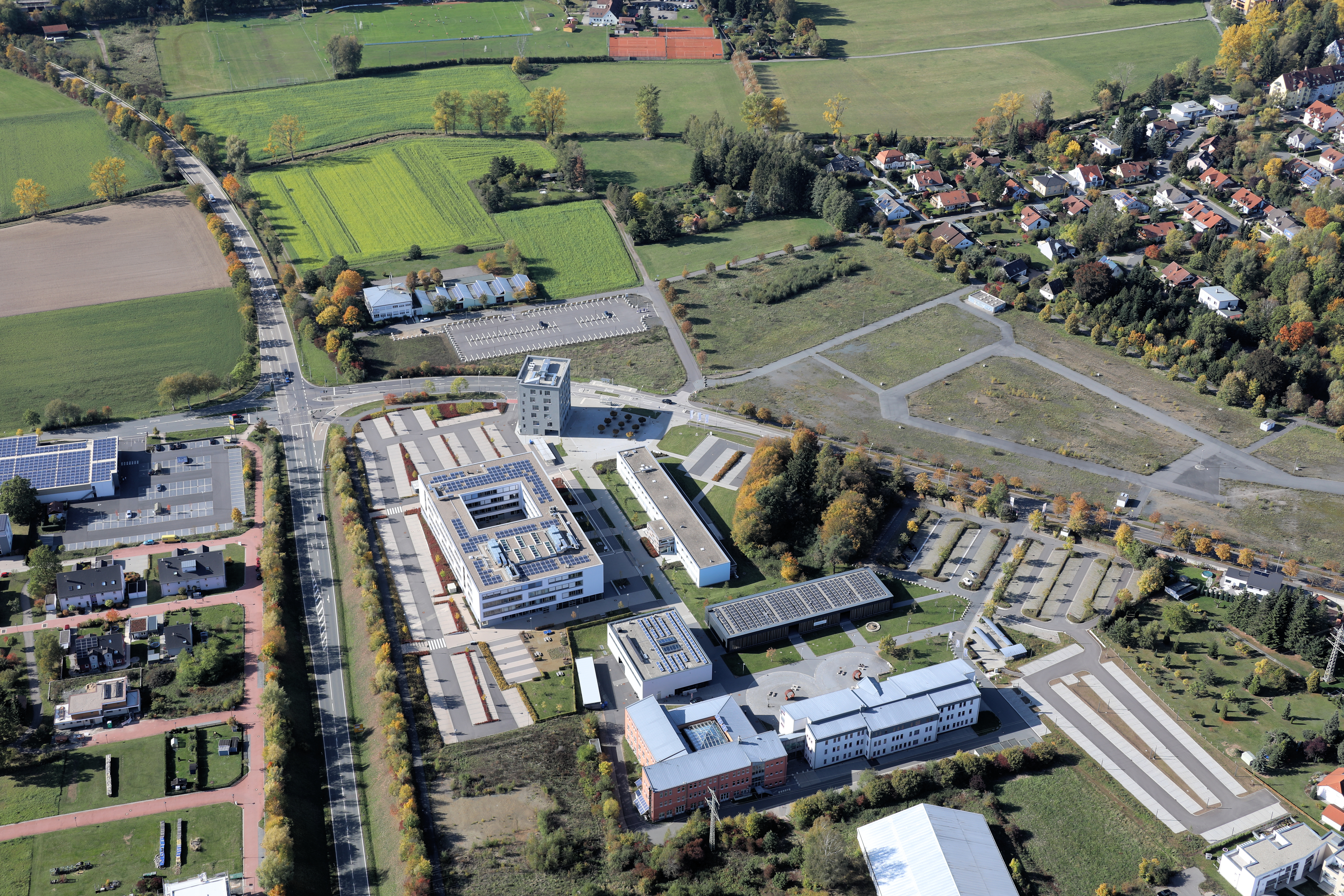
Ostabschnitt der Straße (links)
Derzeitiges Ende